# Čemerivecký rajón
Čemerivecký rajón (ukrajinsky Чемеровецький район) byl rajón v Chmelnycké oblasti na Ukrajině. Hlavním městem bylo Čemerivci a rajón měl přibližně 39 tisíc obyvatel. 

## Sídla v rajónu
- Čemerivci
- Zakupne